# تسمم الميثانول في ماليزيا 2018
تسمم الميثانول في ماليزيا 2018 وقعت في سبتمبر 2018 في ثلاث ولايات وإقليمين اتحاديين في غرب شبه الجزيرة الماليزية تضم سلاغور (64 حالة)، كوالالمبور وبوتراجاي (18 حالة) وفيرق (13 حالة) ونكري سمبيلن (3 حالات). حتى أكتوبر أبلغت وزارة الصحة الماليزية عن وفاة 45 شخصًا من إجمالي 98 حالة. معظم الضحايا عمال أجانب من بنغلاديش وإندونيسيا وميانمار ونيبال والعديد من الماليزيين.
بناءً على التحقيق، اشترى معظم الضحايا مشروبًا كحوليًا رخيصًا من متاجر هول إن وال في محاولة للتهرب من معدلات الضرائب على المشروبات الكحولية الماليزية التي تتراوح بين 150-560٪. ردًا على الحادث صادرت الحكومة الماليزية 15.630 زجاجة من الخمور من 1.961 مبنى في جميع أنحاء البلاد. تم القبض على حوالي 30 شخصًا فيما يتعلق بالتوزيع على الرغم من قلة الاستجابة وعدم كفاية تطبيق القانون ضد السوق السوداء في البلاد من قبل السلطات التي أثارت انتقادات.